# Virtual XI
Virtual XI (engl. für: „Virtuelle Elf“) ist das elfte Studioalbum der britischen Heavy-Metal-Band Iron Maiden. Es ist das zweite Studiowerk mit Blaze Bayley als Sänger und Frontmann. Das Album wurde von Bandgründer, Hauptsongwriter und Bassist Steve Harris produziert und wurde am 23. März 1998 veröffentlicht.

## Hintergrund
Am 23. September 1996 erschien die Kompilation „Best Of The Beast“. Auf dieser Zusammenstellung wurde Blaze Bayleys an frühere Tage mit Paul DiAnno erinnernder Beitrag für Iron Maiden, „Virus“, veröffentlicht und auch als Single ausgekoppelt.
Im Sommer 1997 kam die Band zusammen, um an den Nachfolger von „X-Factor“ zu arbeiten. Zu diesem Zeitpunkt wurde Maiden mit dem Solo-Album ihres einstigen Sängers Bruce Dickinson konfrontiert, der mit „Accident Of Birth“ zusammen mit Adrian Smith und Derek Riggs ein modernes Heavy Metal Album veröffentlichte, das bei den Kritikern ausnahmslos gut rezensiert wurde, teilweise sogar besser als das jüngst zurückliegende Studiowerk von Maiden „The X-Factor“.
Der Name Virtual XI bezieht sich auf das 11. Studioalbum und auf elf Spieler, die zu einer Fußballmannschaft gehören. Die Band, vor allem Steve Harris sind sehr große Fußballfans, und so lag dem Album sogar ein Poster bei, auf dem die Band zusammen mit großen Fußballstars zu einem Gruppenfoto posierte. Bayley erinnert sich, dass Harris vorschlug, die visuelle Gestaltung des Albums und der Tournee auf die bevorstehende Fußballweltmeisterschaft in Frankreich im Sommer 1998 abzustimmen. "Steve ist ein großer Fußballfan", erinnert sich Bayley an Harris Aussage: 'Warum bauen wir nicht das gesamte Artwork und alles um die Weltmeisterschaft herum auf?' Und ich sagte: 'Warum nicht? Wir könnten eine virtuelle Elf haben.' So kam der Titel zustande."
Produziert wurde das Album von Bandchef Steve Harris in seinem Homestudio. Nigel Green war sein Assistent. Green war kein Unbekannter im Maiden-Lager. Er war u. a. Assistent für Martin Birch für die Alben „Killers“ und „The Number Of The Beast“.
Kritiker werfen Harris vor, dass unter anderem auch die Entscheidung, das Album selbst zu produzieren, zum Misserfolg geführt habe. Der Klang auf dem Album wird als drucklos und mit anderen Iron-Maiden-Produktionen kaum vergleichbar beschrieben. Diese Kritik führte dazu, dass Steve Harris bei den nachfolgenden Produktionen seinen Platz an Kevin Shirley übergab. Ähnlich sieht es auch Manager Rod Smallwood. Er erzählte später Chris Ingham in der offiziellen Maiden-Biographie „Run To The Hills“, dass er mit Harris’ Entscheidung nicht glücklich darüber war, die beiden Bayley-Alben in Eigenregie zu produzieren. Seine Meinung war, dass Harris die Songs schreibt, die Band führt, sich aber in der Studioarbeit Unterstützung suchen sollte um objektiv bleiben zu können.
Kurz nach der Veröffentlichung von „Virtual XI“ schien Bayley sich darüber zu freuen, dass das Album „viel spontaner aufgenommen wurde, weil wir viel weniger geprobt und versucht haben, die Songs viel früher auf Band zu bekommen als bei The X Factor“. Im Nachhinein bedauert er jedoch die Geschwindigkeit des Prozesses und meint, dass Maiden einige der Songs besser hätten klingen lassen können, wenn sie mehr gemeinsame Proben gehabt hätten. Dave Murray gab damals an, dass die Aufnahme der grundlegenden Tracks im Spätsommer 1997 nur drei Wochen in Anspruch nahm. Im September wurde an Gesang, Leadgitarren und Synthesizer-Overdubs gearbeitet, bevor Harris und Green Ende 1997 mit dem Mischen und Mastern der Platte begannen.
Bemängelt wurden in den Kritiken das mangelhaft ausgeführte Songwriting und Bayleys druckloser Gesangsstil. V.a. Steve Harris’ Kompositionen für Maiden leiden unter der ständigen Fixierung auf die Akkordfolge Em – C – G – D, mit Variationen von keltisch angehauchten Gesangs- oder Gitarrenmelodien, die im Grunde für wortlose Shout-Alongs des Publikums gedacht sind.
Im deutschsprachigen Szenemagazin „Rock Hard“ wurde „Virtual XI“ für seine Spontanität gelobt und mit den heftiger klingenden Frühwerken verglichen.
Iron Maiden wurde in Nordamerika auf Grund der Werbung für AOL auf Album und Bonus-CD kritisiert. Die europäischen Versionen beinhalten diese Werbung nicht.
Das Albumcover wurde von Melvyn Grant entworfen, der auch schon für Fear of the Dark verantwortlich war. Das Cover kehrt wieder zum bewährten gezeichneten Stil zurück. Es zeigt Bandmaskottchen Eddie, der nach einem Jungen greift, der mit einer Brille in die virtuelle Realität eintaucht. Der ehemalige Haupt- und Hauskünstler Derek Riggs sandte ebenfalls Entwürfe für Album und die Singles „Futureal“, „The Angel And The Gambler“ sowie für eine geplante Auskopplung für „The Clansman“ ein. Seine Entwürfe wurden abgelehnt.
Die erste Singleauskopplung ist „The Angel And The Gambler“. Kritiker sehen diesen Song als eine schlechte Wahl, weil er für eine Single zu lang und zudem mit den Orgeleinspielern zu Maiden untypisch ist. Manager Rod Smallwood plädierte anfangs dafür, dass „Futureal“die erste Single und das erste Video des Albums sein sollte, aber Harris überstimmte ihn.

## Tournee
Das Album wurde fast das ganze Jahr 1998 auf der Virtual-XI-Tour betourt, in Deutschland mit Helloween und Dirty Deeds, auf der US-Tour mit Dio und W.A.S.P. Die Tour endete in Südamerika im Herbst 1998. Iron Maiden musste auf Grund einer Allergie-Erkrankung von Blaze Bayley einige Shows in den Staaten absagen. Nach dem abrupten Ende der Tournee wurde bekanntgegeben, dass sowohl Adrian Smith als auch Bruce Dickinson zu Maiden zurückkehren würden. Die Rückkehr der beiden ehemaligen Hauptsongwriter neben Bandboss Steve Harris bedeutete u. a. das Ende von Bayleys Karriere als, nach Paul Day, Dennis Wilcock, Paul Di'Anno und Bruce Dickinson, fünftem Maiden-Sänger. Bayley musste auch seinen Kopf für die einfach gestrickten Songs herhalten, sowie für seine Gesangsleistungen auf der Bühne.

## Titelliste
1. Futureal (Blaze Bayley, Steve Harris) – 2:55
2. The Angel and the Gambler (Steve Harris) – 9:51
3. Lighting Strikes Twice (Dave Murray, Steve Harris) – 4:49
4. The Clansman (Steve Harris) – 8:58
5. When Two Worlds Collide (Blaze Bayley, Dave Murray, Steve Harris) – 6:16
6. The Educated Fool (Steve Harris) – 6:44
7. Don’t Look to the Eyes of a Stranger (Steve Harris) – 8:02
8. Como Estais Amigos (Blaze Bayley, Janick Gers) – 5:29

## Songinformationen
- Der Song Futureal handelt von virtuellen Welten und Computerspielen und schließt damit eine Brücke zum Iron-Maiden-Computerspiel Ed Hunter, das 1999 erschien. In dem Inlay der CD sind auch Bilder aus dem Computerspiel zu sehen.
- The Clansman ist stark beeinflusst von dem Film Braveheart.[11]
- The Educated Fool war das erste Stück, das Steve Harris nach dem Tod seines Vaters geschrieben hatte (die Textzeile „I want to meet my father beyond“ verweist darauf).
- Como Estais Amigos ist im Falklandkrieg gefallenen Soldaten gewidmet. Es sollte für die kommenden 17 Jahre das letzte Schlusslied bei einem Maiden-Album bleiben, das nicht von Steve Harris komponiert oder mit verfasst wurde.

## Singleauskopplungen

### The Angel and the Gambler
The Angel and the Gambler erschien als Doppel-Single am 9. März 1998. Als Bonus enthält Teil 1 ein doppelseitiges Poster, Teil 2 drei doppelseitig bedruckte Karten. Während die erste Single ein computeranimiertes Artwork zeigte, war das Cover der zweiten Single eines der Wenigen aus der Zeit nach 1993, die von Derek Riggs gezeichnet wurden. Beide Singles enthalten einen Livetrack und ein Video. Eine Picture Single wurde ebenfalls veröffentlicht – auch hier stammte das Cover von Riggs. Das Afraid-to-Shoot-Strangers-Video zeigt die Band live mit Blaze Bayley und Videosequenzen aus dem zweiten Golfkrieg. Das Lied wurde von Blaze Bayley eingesungen. Das Man on the Edge-Video zeigt die Band live bei einem Top-of-the-Pops-Spin-off in Masada, Israel.
The Angel and the Gambler Part 1
1. The Angel and the Gambler (Album Version)
2. Blood on the World’s Hands (Live am 1. November 1995 in Göteborg, Schweden)
3. Afraid to Shoot Strangers (Video)

The Angel and the Gambler Part 2
1. The Angel and the Gambler (Edit)
2. The Aftermath (Live am 1. November 1995 in Göteborg, Schweden)
3. Man on the Edge (Video)

The Angel and the Gambler Picture Disc
1. The Angel and the Gambler (Edit)
2. Blood on the World’s Hands (Live am 1. November 1995 in Göteborg, Schweden)

### Futureal
Futureal wurde am 28. September 1998 als zweite Single veröffentlicht. Sie enthält zwei Livesongs und ein Video. Zusätzlich hält die CD auch einen CD-ROM-Part parat. Das Cover zeigt Eddie aus dem Spiel Ed Hunter, der Single wurde ein Poster beigelegt, das eine futuristische Version des Powerslave-Artworks zeigt (und ebenfalls Derek Riggs erstellt wurde).
1. Futureal (Album Version)
2. The Evil That Men Do (Live am 1. November 1995 in Göteborg, Schweden)
3. Man on the Edge (Live am 1. November 1995 in Göteborg, Schweden)
4. The Angel and the Gambler (Video)